# بوب بولارد
بوب بولارد (بالإنجليزية: Bob Pollard)‏ هو لاعب كرة قدم أمريكية أمريكي، ولد في 30 ديسمبر 1948 في بومونت في الولايات المتحدة.

## وصلات خارجية
- بوب بولارد على موقع مرجع كرة القدم المحترفة.كوم (الإنجليزية)